# 托馬斯·西爾維·戈登
托馬斯·西爾維·戈登（英語：Thomas Sylvy Gordon，1893年12月17日—1959年1月22日），為民主黨籍的美國眾議院議員，代表伊利諾伊州第八國會選區。